# Fabien Cesbron
Pour les articles homonymes, voir Cesbron.
Fabien Cesbron (13 janvier 1862, Saint-Lambert-du-Lattay - 26 avril 1931, Saint-Sébastien-sur-Loire), est un homme politique français.

## Biographie
Après des études au petit séminaire, puis à la faculté catholique de droit d'Angers, il s'inscrivit au barreau de Saumur, puis à celui d'Angers. Conseiller municipal de Varrains, il fut élu député en 1902 dans la circonscription de Baugé, et s'inscrivit au groupe de la droite. Il fut élu sénateur du Maine-et-Loire en 1911, et siégea à droite.

## Sources
- « Fabien Cesbron », dans le Dictionnaire des parlementaires français (1889-1940), sous la direction de Jean Jolly, PUF, 1960 [détail de l’édition]